# Hive (Film)
Hive (engl. für „Bienenstock“) ist ein Filmdrama von Blerta Basholli, das Ende Januar 2021 beim Sundance Film Festival seine Premiere feierte, im Oktober 2021 in die Schweizer und im September 2022 in die deutschen Kinos kam. Der Film ist von wahren Begebenheiten inspiriert und erzählt von einer willensstarken und mutigen Frau in Krusha e Madhe, nach dem Massaker im März 1999 als „Dorf der Witwen“ bezeichnet, die ihr Leben selbst in die Hand nimmt, den Führerschein macht und eine landwirtschaftliche Genossenschaft gründet, den patriarchalisch geprägten Strukturen in ihrem Dorf zum Trotz. Hive wurde von Kosovo als Beitrag für die Oscarverleihung 2022 als bester Internationaler Film eingereicht.

## Handlung
Fahrije lebt in dem Dorf Krusha e Madhe. Nach dem Massaker im März 1999 hat sie ihren Ehemann Agim als vermisst gemeldet. Sie ist nur eine von rund einem Dutzend Frauen in dem kleinen kosovarischen Dorf, deren Ehemänner während des Kosovokriegs verschwunden sind, und die Behörden arbeiten frustrierend langsam bei der Suche nach den Vermissten oder ihren Leichen. Die stark patriarchalisch geprägte Gesellschaft des Landes bringt die Frauen, die möglicherweise Witwen sind, ohne es zu wissen, in eine schwierige Situation, denn von ihnen wird erwartet, dass sie einfach auf die Rückkehr ihrer Ernährer warten und zwischenzeitlich von der Sozialhilfe leben sollen, obwohl das Geld kaum reicht, eine Familie zu ernähren. Als Frau selbst eine Arbeit anzunehmen oder ein Unternehmen zu gründen wird nicht nur als Subversion der natürlichen Ordnung angesehen, sondern auch als Zeichen von Respektlosigkeit gegenüber dem verschollenen Ehemann.
Fahrije muss sich nicht nur um ihre Tochter im Teenageralter und einen jüngeren Sohn kümmern, sondern auch um ihren Schwiegervater Haxhi. Weil sie aber irgendwie für sie sorgen muss, macht sie ihren Führerschein, was von den Menschen ihm Dorf als Zeichen eines unmoralischen Lebenswandels wahrgenommen wird. Fahrije gründet ihr eigenes kleines Unternehmen und kann den Leiter eines Supermarktes davon überzeugen, ihr hausgemachtes Ajvar abzunehmen, das sie gemeinsam mit ihrer Freundin Naze zubereitet. Zunächst betreiben sie das Geschäft mit nur wenig Unterstützung der anderen Frauen des Dorfes und der aktiven Opposition der Männer. Doch bald folgen die Frauen Fahrijes Beispiel und verkaufen ebenfalls ihre hausgemachten Spezialitäten. Irgendwann ist sogar Haxhi vom Engagement seiner Schwiegertochter beeindruckt.

## Produktion

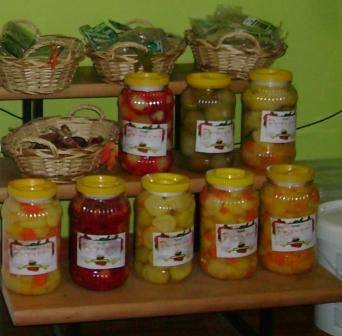
Die Frauen in Krusha e Madhe fingen an, eingemachtes Obst und Gemüse zu verkaufen, um ihre Familien über Wasser zu halten

Hive ist von der wahren Lebensgeschichte von Fahrije Hoti inspiriert. Die Kosovo-Albanerin hatte ihren Ehemann nach einem Massaker durch serbische Streitkräfte im Dorf Krusha e Madhe (serbisch-kyrillisch Velika Kruša) am 25. März 1999 als vermisst gemeldet, einen Tag nach dem Start der Luftangriffe der NATO. Hotis Haus wurde während des Krieges niedergebrannt, und sie musste sich nun alleine um zwei kleine Kinder und die Eltern ihres Mannes kümmern. Als alleinerziehende Mutter diskriminiert, versuchte Hoti, ihre Nachbarinnen, die fast alle ihre Männer im Krieg verloren hatten, davon zu überzeugen, dass sie Geld verdienen könnten, indem sie ihre hausgemachten Gurken und den traditionellen Ajvar verkaufen.
Regisseurin Blerta Basholli studierte in den USA an der New York University für ihren Masterabschluss, als ihr Freund, ein Fotograf, sie auf die Geschichte aufmerksam machte, die er über eine Frau aus einem Dorf gehört hatte, die nach bestandener Führerscheinprüfung im gesamten Distrikt diskriminiert wurde, weil sie arbeitete und einen Van fuhr. Dies habe sie sehr interessant gefunden, so Basholli, da die Albaner mit ihrer Gastfreundschaft, Höflichkeit und Solidarität prahlten, doch hätte diese Mutter von zwei Kindern, deren Ehemann nach dem Krieg vermisst wurde, nur wenig Unterstützung erfahren.
Als sie sich an Hoti wandte, dachte diese zuerst, sie wollten einen Dokumentarfilm über ihr Leben machen, doch Basholli konnte sie beruhigen, man wolle ihr Leben nur als Vorlage für einen Spielfilm verwenden und viele Elemente verändern. Als Hoti das Ergebnis sah, habe sie gesagt: „Ich habe so viel mehr gelitten, aber ich denke, Sie haben die Dinge sehr gut zusammengefasst.“ Basholli hatte auch die vielen Interviews in den Film einfließen lassen, die Hoti und andere Frauen aus dem Dorf im Laufe der Jahre gegeben hatten. Basholli selbst war erst 2011 in den Kosovo zurückgekehrt. Heute ist sie Kulturdirektorin in Pristina.
Die albanische Schauspielerin Yllka Gashi spielt in der Hauptrolle Fahrije. Kumrije Hoxha spielt ihre Freundin Naze, Çun Lajçi ihren Schwiegervater Haxhi.
Eine erste Vorstellung erfolgte am 31. Januar 2021 beim Sundance Film Festival. Ende August 2021 wurde er beim Filmfestival Karlovy Vary in der Sektion Horizons vorgestellt, im September 2021 bei der Filmkunstmesse Leipzig. Anfang Oktober 2021 wird er beim Filmfest Hamburg vorgestellt und hiernach beim Busan International Film Festival. Am 7. Oktober 2021 kam er in die Schweizer Kinos. Am 5. November 2021 soll der Film in ausgewählte US-Kinos kommen. Ebenfalls im November 2021 wird er beim Sydney Film Festival, beim Braunschweig International Film Festival und beim Filmfestival Cottbus gezeigt. Am 8. September 2022 kam der Film in die deutschen Kinos.

## Rezeption

### Kritiken
Der Film stieß bislang auf die Zustimmung aller Kritiker bei Rotten Tomatoes bei einer durchschnittlichen Bewertung mit 7,8 der möglichen 10 Punkte. Bei Metacritic erhielt der Film einen Metascore von 73 von 100 möglichen Punkten.
Silvia Posavec vom Filmbulletin schreibt, das Erstlingswerk der kosovarischen Regisseurin Blerta Basholli zeichne mit wenigen Anpassungen die Erfolgsgeschichte der Unternehmerin Fahrije Hoti nach, und zeige gleichzeitig drei Generationen, die schließlich nur gemeinsam über einen traumatisierenden Verlust hinwegkommen können. Indem Basholli ganz auf szenische Rückblenden verzichtet, bleibe dem vermissten Mann, Sohn und Vater eine physische Präsenz im Film verwehrt, was den Konflikt der Zurückgebliebenen noch spürbarer mache. Mit Hive reihe sich Basholli mühelos in eine Tradition von Filmemacherinnen aus Südosteuropa ein, die sich in ihren sensiblen und komplexen sozialrealistischen Dramen der Schicksale einer Generation von Frauen annehmen.
Jessica Kiang von Variety schreibt in ihrer Kritik, Hive erinnere daran, wie gefährlich patriarchalische Gemeinschaften für Frauen bleiben, selbst und vielleicht besonders für diejenigen, die es schaffen, sich ein klein wenig Unabhängigkeit zu erarbeiten. Der Film erzähle aber auch von Fahrijes Ehemann Agim als einem sanften Typ, der seine eigenen Bienenstöcke baute, den die Bienen nie gestochen haben und von dem Fahrije glaubt, er hätte die von ihr getroffenen Entscheidungen unterstützt.
Von der Deutschen Film- und Medienbewertung wurde der Film mit dem Prädikat Besonders wertvoll versehen. In der Begründung heißt es, Hive sei ein harsch realistischer Film und ein konsequenter, wichtiger und mutiger Film mit einer beeindruckenden Hauptdarstellerin, der stellenweise fast dokumentarisch genau anmute, insgesamt jedoch eine stille Poesie entfalte. Dabei beweise er die Widerstandsfähigkeit dieser Frauen in den Nachwehen eines Krieges und gebe ihnen ein Stück ihrer Würde und ihrer Zukunft zurück, die mit ihren verschwundenen Männern lange in Frage stand. Der Film ermögliche so die beispielhafte Aufarbeitung der jüngeren Zeitgeschichte, kombiniert mit einem engagierten Blick auf das Schicksal einer Frau im Einfluss einer patriarchalen Gesellschaft: „Die betont feministische Perspektivierung von Fahrijes Stärke liegt in ihrer Haltung und Ausdauer, auf eine Veränderung der Gesellschaft hinzuarbeiten.“ Dabei ermöglicht der Film verallgemeinerbare Rückschlüsse, die weit über sein Thema hinausgehen, und erschöpfe sich nicht im Mitleid mit der Protagonistin.

### Auszeichnungen
Hive wurde von Kosovo als Beitrag für die Oscarverleihung 2022 in der Kategorie Bester Internationaler Film eingereicht und im Dezember 2021 in eine Shortlist in dieser Kategorie aufgenommen. Zudem befand sich der Film in einer Vorauswahl für den Europäischen Filmpreis 2021. Im Folgenden eine Auswahl weiterer Auszeichnungen und Nominierungen.
Braunschweig International Film Festival 2021
- Auszeichnung mit dem Frauenfilmpreis „Die TILDA“[23]

Cairo International Film Festival 2021
- Nominierung für den Arab Film Critics' Award for European Films[24]

Filmfest Hamburg 2021
- Auszeichnung mit dem NDR-Nachwuchspreis (Blerta Basholli)[25]

Filmfestival Cottbus 2021
- Auszeichnung mit dem DIALOG-Preis für die Verständigung zwischen den Kulturen (Blerta Basholli)[26]

Fünf Seen Filmfestival 2022
- Auszeichnung mit dem Horizonte Human Rights Filmpreis[27]

Guanajuato International Film Festival 2021
- Nominierung als Bester Film im internationalen Spielfilmwettbewerb

Internationales Filmfestival Warschau 2021
- Auszeichnung mit dem 1-2 Award (Blerta Basholli)[28]

Palm Springs International Film Festival 2022
- Nominierung für den FIPRESCI-Preis als Bester fremdsprachiger Film[29]

Sarajevo Film Festival 2021
- Nominierung für den Preis für Geschlechtergleichheit[30]

Sundance Film Festival 2021
- Auszeichnung mit dem World Cinema Grand Jury Prize: Dramatic
- Auszeichnung mit dem Audience Award: World Cinema Dramatic
- Auszeichnung mit dem Directing Award: World Cinema Dramatic[31][32]

Unabhängiges FilmFest Osnabrück 2021
- Auszeichnung mit dem Friedensfilmpreis

Valladolid International Film Festival 2021
- Nominierung für die Goldene Ähre im Hauptwettbewerb
- Auszeichnung als Beste Hauptdarstellerin (Yllka Gashi)
- Auszeichnung mit dem Goldenen Fundos (Blerta Basholli)[33][34]

Sofia Film Festival 2022
- Nominierung im Balkan Competition[35]